# Łozowe (rejon kramatorski)
Łozowe (ukr. Лозове) – wieś na Ukrainie, w obwodzie donieckim, w rejonie kramatorskim. W 2001 liczyła 736 mieszkańców.